# مارینوس فن ریکوم
مارینوس فن ریکوم (انگلیسی: Marinus van Rekum; ۷ فوریهٔ ۱۸۸۴ – ۱۶ نوامبر ۱۹۵۵) ورزشکار دو و میدانی اهل پادشاهی هلند بود.